# Clube Fluvial Portuense
El Clube Fluvial Portuense es un club deportivo portugués  en la ciudad de Oporto.
Las especialidades que se practican en el club son: 
- Remo
- Waterpolo
- Natación
- Natación sincronizada

## Historia
El club fue fundado el 4 de noviembre de 1876. En 1927 el club fue distinguido con la Orden Militar de Cristo.

## Waterpolo

### Palmarés
- 2 veces campeón de la liga de Portugal de waterpolo femenino
- 3 veces campeón de la Copa de Portugal de waterpolo femenino